# Love Sosa
«Love Sosa» — второй сингл американского рэпера Chief Keef из его дебютного студийного Finally Rich (2012). Он был выпущен 18 октября 2012. Песня была спродюсирована и написана Young Chop, а также самим Chief Keef.
Видеоклип был спродюсирован Дуаном Гейнсом, более известным как DGainz. В нём Chief Keef и его друзья исполняют песню. Видеоклип был выпущен 18 октября 2012, в тот же день что и сам сингл.

## История
Незавершённая версия песни была слита в сеть в 2012. Через неделю полная версия была незаконно выложена. Через пару недель песня официально была выпущена в iTunes.

## Видеоклип
Видео было снято DGainz, оно было выпущено в один день с синглом. Клип был снят в том же месте, что и дебютный сингл Keef «I Don't Like». Он был снят в Чикаго. Видео достигло более 300 миллионов просмотров на YouTube.

## Ремикс
В январе продюсер песни объявил, что официальный ремикс с Дрейк и French Montana возможно будет выпущен в 2012. 16 января 2013 исполнитель MMG Рик Росс выпустил фристайл под инструментал «Love Sosa».

## Оценки
В Complex поместили лучших песню на 20 место из 50 в 2012. Рэпер Дрейк написал в Твиттер, что он прослушал песню 150 раз за 3 дня. Chief Keef сказал, что «Love Sosa» будет в Grand Theft Auto V, однако это оказалось неправдой.

## Чарты
| Чарт (2012–13)                        | Высшая позиция |
| ------------------------------------- | -------------- |
| США (Billboard Hot 100)               | 56             |
| США (Billboard Hot R&B/Hip-Hop Songs) | 16             |
| США (Billboard Hot Rap Songs)         | 15             |
| US Billboard Heatseekers Songs        | 2              |

### Чарты в конце года
| Чарты (2013)                         | Позиции |
| ------------------------------------ | ------- |
| US Hot R&B/Hip-Hop Songs (Billboard) | 64      |

## Сертификации
| Регион | Сертификация | Продажи   |
| --- | ------------ | --------- |
| США (RIAA) | Платиновый   | 1 000 000 |
| * Данные о продажах приведены только на основе сертификации. ^ Данные о тиражах приведены только на основе сертификации. |              |           |